# Acneus quadrimaculatus
Acneus quadrimaculatus is een keversoort uit de familie keikevers (Psephenidae). De wetenschappelijke naam van de soort werd in 1880 gepubliceerd door George Henry Horn.